# Conservatorio Superior de Danza de Madrid
El Conservatorio Superior de Danza de Madrid «María de Ávila» es un centro dedicado a las Enseñanzas Artísticas Superiores de Grado en Danza en la ciudad de Madrid, España. Fundado en el año 2006.

## Antecedentes
La D. T. 2.ª.4 de la Ley General de Educación de 1970 disponía que las escuelas de arte dramático se incorporarían a la Educación Universitaria en sus tres ciclos (a la sazón, en Madrid los estudios de Danza se impartían en la Real Escuela Superior de Arte Dramático, constituyendo una sección de la misma). Por diversos motivos, dicha disposición transitoria quedó sin aplicación. Hubo que esperar a la promulgación de la Ley Orgánica de Ordenación General del Sistema Educativo (LOGSE, 1990) para que se establecieran legalmente unos estudios de Danza de nivel superior.
Se publican a partir de esa fecha una serie de reglamentos de desarrollo de la LOGSE que van a ir preparando el camino para la creación del Conservatorio Superior de Danza de Madrid. El R. D. 389/1992 establece los requisitos mínimos que deberán reunir los centros superiores de Danza, determinando los elementos de la arquitectura escolar, condiciones del profesorado, etc. de esa organización educativa. En 1999 se establecen los aspectos básicos del currículo de las enseñanzas del grado superior de Danza y se regula la prueba de acceso a estos estudios.
En 2001, la Viceconsejería de Educación de la Comunidad de Madrid autoriza al Real Conservatorio Profesional de Danza la puesta en marcha de un currículo para las enseñanzas del grado superior de Danza (especialidad de Pedagogía de la Danza) con carácter provisional y a título experimental. Por fin, dicho centro público implanta en el año académico 2001-2002 el primer curso de grado superior de las enseñanzas de Danza en la especialidad de Pedagogía de la Danza. No obstante, la creación del Conservatorio Superior de Danza de Madrid todavía deberá esperar cinco años más: los estudios superiores coexisten en el mismo centro con las enseñanzas elementales y profesionales de Danza.
Por orden de la Consejería de Educación queda establecido en 2002 el currículo del grado superior de Danza para el ámbito territorial de la Comunidad de Madrid. Entra en vigor el curso 2002-2003. Los estudios superiores de Danza siguen impartiéndose en el Real Conservatorio Profesional de Madrid; no se llega a implantar la especialidad de Coreografía y Técnicas de Interpretación de la Danza.

## Creación
A lo largo del curso 2005–2006, ya desarrollados los cuatro cursos de las enseñanzas superiores de Pedagogía de la Danza, se adopta la decisión política de proceder a la separación de los grados y trasladar el Conservatorio Superior de Danza de Madrid al antiguo colegio Los Lujanes (anteriormente Orfanato Nacional), en el madrileño barrio de Carabanchel (edificio compartido con el Centro Integrado de Educación Secundaria y Enseñanzas Artísticas de Música Federico Moreno Torroba). Transcurridos cinco años desde la puesta en marcha del plan de estudios y aprovechando la ocasión, se procede a una revisión del currículo de las enseñanzas del grado superior de Danza.
Por decreto del Consejo de Gobierno de la Comunidad de Madrid de 7 de septiembre de 2006 (BOCM núm. 219, de 14 de septiembre) se crea el Conservatorio Superior de Danza de Madrid con la denominación específica «María de Ávila» —en honor de la que ha sido maestra de muchos profesionales españoles y origen de una Escuela Española de Danza Clásica— estrenando edificio, currículo y especialidad (Coreografía y Técnicas de Interpretación).
El primer claustro queda constituido por 34 profesores, organizados en tres departamentos: departamento de Asignaturas Teóricas, departamento de Asignaturas Teórico-Prácticas Comunes y departamento de Asignaturas Teórico-Prácticas Específicas. El Consejo Escolar del Conservatorio se constituye en diciembre de 2006. Ambos órganos de gobierno del centro son presididos por D.ª Virginia Valero Alcaide, catedrática de Ballet Clásico y directora del Conservatorio.
Por Orden 4397/2010, de 13 de agosto, de la Consejería de Educación de la Comunidad de Madrid (BOCM núm. 205, del viernes 27 de agosto) se implanta para el curso 2010–2011, con carácter experimental, el primer curso de las Enseñanzas Artísticas Superiores de Grado en Danza. El currículo queda de este modo organizado en consonancia con los principios del Espacio Europeo de Educación Superior.
En enero de 2011, «para potenciar su profesionalización» y «para facilitar una mejor formación de los futuros artistas, tanto en métodos como en contenidos», la presidenta de la Comunidad de Madrid, Esperanza Aguirre, anunció que se procedía a integrar estas enseñanzas en la Dirección General de Universidades.